# Paulanerkirche (München)

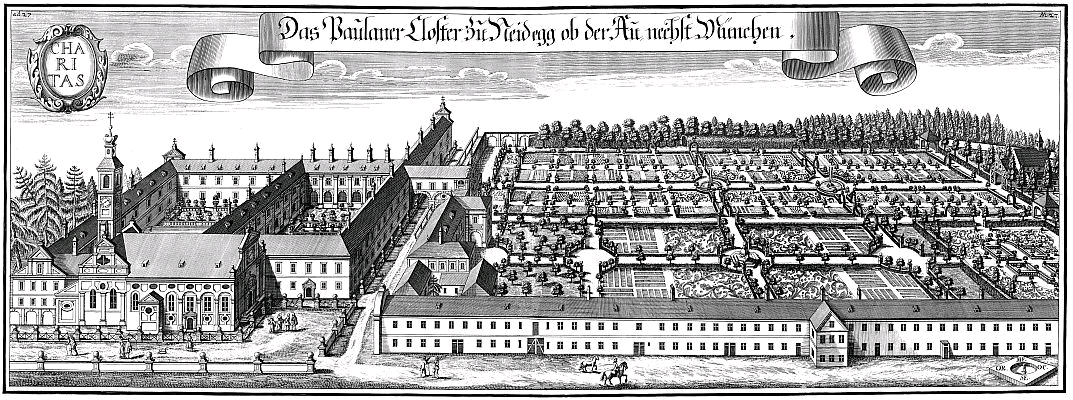
Paulanerkirche und Paulanerkloster in der Au, Michael Wening 1702

Die Paulanerkirche war eine Klosterkirche in der Münchener Au. 1621 bis 1623 wurde sie von Hans Krumpper im Stil des Frühbarock erbaut und galt als dessen Hauptwerk. 1902 wurde sie abgebrochen.

## Geschichte
1625 wurde die Klosterkirche für Mönche des hl. Blasius nach Karl Borromäus gebaut und als St. Karl Borromäus eingeweiht. Ab 1627 vergab Kurfürst Maximilian I. (Bayern) das kleine Kloster an die Paulaner, die hier das Kloster Neudeck aufbauten. 1660 ermöglichten Stiftungen des Kurfürsten Ferdinand Maria einen Neubau des Klosters, der an die Kirche anschloss. 1702 wurde dieser Bau von Michael Wening in einem Kupferstich dargestellt.
Da den Paulanern die Pfarrseelsorge anvertraut war, war die Klosterkirche faktisch auch Pfarrkirche der Au. 1799 wurde das Kloster aufgelöst, um es als Militärhospital zu nutzen, später als Gefängnis (Justizvollzugsanstalt Neudeck). 
1885 vernichtete ein Brand die gesamte Ausstattung. 1902 wurde die Kirche zusammen mit dem Klostergebäude zum Amtsgericht umgebaut.
Heute ist auf dem Gelände das Landratsamt München am Mariahilfplatz untergebracht. Der Umriss der ehemaligen Kirche ist im Innenhof durch hellere Pflastersteine angedeutet. Auch die nahe gelegene Paulaner-Brauerei geht auf das Paulaner-Kloster zurück.